# 運命の饗宴
『運命の饗宴』（うんめいのきょうえん、原題・Tales of Manhattan）は、1942年に製作・公開されたアメリカ合衆国のオムニバス映画である。第二次世界大戦中アメリカに滞在していたジュリアン・デュヴィヴィエが監督している。

## キャスト
※括弧内は日本語吹替（初回放送1968年7月28日 NHK『劇映画』）
- ポール・オーマン：シャルル・ボワイエ（横森久）
- エセル・ハロウェイ：リタ・ヘイワース（小沢沙季子）
- ジョン：トーマス・ミッチェル - エセルの夫
- ダイアン：ジンジャー・ロジャース（谷育子）
- ジョージ：ヘンリー・フォンダ
- チャールズ・スミス：チャールズ・ロートン（梓欣造）
- エルザ：エルザ・ランチェスター - チャールズの妻
- エイヴリー・L（ラリー）・ブラウン：エドワード・G・ロビンソン
- ウィリアムズ：ジョージ・サンダース
- ルーク：ポール・ロブスン
- エスター：エセル・ウォーターズ
- ハリー・ウィルソン：シーザー・ロメロ
- エドガー：ローランド・ヤング

## スタッフ
- 監督：ジュリアン・デュヴィヴィエ
- 製作：ボリス・モロス、サム・スピーゲル
- 脚本：ベン・ヘクト、モルナール・フェレンツ、ドナルド・オグデン・スチュアート、サミュエル・ホッフェンスタイン、アラン・キャンベル、ラマー・トロッティ
- 音楽監督：エドワード・ポール
- 音楽：ソル・カプラン
- 撮影：ジョセフ・ウォーカー
- 編集：ロバート・ビショフ
- 美術：リチャード・デイ、ボリス・レヴィン
- 衣裳：ドリー・ツリー、バーナード・ニューマン、グウェン・ウェイクリング、アイリーン